# Mönchswalder Berg
Der Mönchswalder Berg, obersorbisch Mnišoncⓘ, auch Mnišonska hora, ist ein 447,7 m ü. NHN hoher Berg in der sächsischen Oberlausitz. Er befindet sich ungefähr drei Kilometer nördlich der Stadt Wilthen im Landkreis Bautzen und gehört zum Lausitzer Bergland. Auf dem Berg befinden sich eine Bergbaude mit Aussichtsturm und ein Sendemast der Deutschen Telekom.

## Lage und Umgebung
Der Berg wird eingerahmt durch eine Kette von Ortschaften des dichtbesiedelten Spreetals. Südlich des Berges fließt das Butterwasser. Im Süden befinden sich neben der Stadt Wilthen die Ortschaften Kirschau und Kleinpostwitz, nach Osten hin Rodewitz und im Norden Obergurig und Großpostwitz. Einzig nach Nordwesten setzt sich der Bergkamm ohne größere Ansiedlungen bis zum Berg Tschelentsy (365,7 m ü. NHN) fort. Über die Einsattelung auf 383 m zwischen Mönchswalder Berg und Adlerberg (433,2 m ü. NHN) führt die alte Handelsstraße Böhmischer Steig, heute als Kreisstraße 7251 ausgebaut.

## Geschichte
Jahrhundertelang hieß der Berg Wetzkischer Wald und auch Wilthener Berg. Die Wälder um den Berg herum gehörten seit dem 15. Jahrhundert neben der Bautzner Familie Gemeiner auch einem kleinen Kloster, dessen Mönche den Ort Mönchswalde am Nordhang des Berges gründeten. Dieser Ort war Namensgeber für den nahen Gipfel.
Als sich 1884 der Bautzener Gebirgsverein im Spreetal gründete, wuchs das Interesse, eine Bergbaude mit Aussichtsturm zu errichten. Am 1. Mai 1884 wurde der Bau im damals beliebten Schweizerstil schließlich beschlossen, dessen Finanzierung mit Anteilsscheinen und Spenden zustande kam. Nach der Überwindung allerlei finanzieller Klippen feierte man am 23. September 1885 die Einweihung. Seither ist der Berg Anziehungspunkt für Wanderer und Ausflügler.
Neben der Aufrüstung des Berges mit Wasserleitung (1896), Gesellschaftsplatz und Musikpavillon kam in den sechziger Jahren des Zwanzigsten Jahrhunderts der Pumphut-Pavillon dazu, dessen Dach dem Hut des sagenhaften Oberlausitzer Hexenmeisters Martin Pumphut nachgebildet ist.

## Aussicht
Die beste Aussicht vom Berg bietet sich vom Turm der Bergbaude. Von dessen Aussichtsplattform hat man einen umfassenden Ausblick auf eine Reihe von Bergen der Umgebung, wie die Lausche, den Jedlová (Tannenberg), die Weifaer Höhe, den Großen Picho und den Valtenberg. Bei guten Sichtbedingungen erblickt man im Norden die Kühltürme der Kraftwerke Boxberg und Schwarze Pumpe, im Südosten das Iser- und Riesengebirge mit dem Hohen Rad und dem Gipfel der Schneekoppe, den Jeschken sowie im Südwesten einige Gipfel der Sächsischen Schweiz.

## Frenzelborn
An einem der Zuwege zum Mönchswalder Berg befindet sich der 1924 gefasste Frenzelborn, der nach dem Vorsitzenden des Gebirgsvereins Bautzen, dem Oberlehrer Julius Frenzel, benannt wurde.